# قرنفل
قَرَنفُل گیاهی است دوساله از جنس میخک‌ها (Dianthus)، راسته میخک‌سانان (Caryophyllales)، خانواده میخکیان (Caryophyllaceae)
قرنفل گل‌های کوچک، مخملی با پنج گلبرگ در نوع کم پَر و به رنگ‌های صورتی، سفید، قرمز، بنفش و مخلوط سفید و قرمز دارد که به تعداد زیاد در یک گل‌آذین چترمانند با هم مجتمع می‌شوند. عمر گل‌ها به چند هفته می‌رسد.
قرنفل گلی است خردبته با گلی معطر که در باغ‌ها برای زینت می‌کارند. قرنفل و میخک را گاه یکی می‌گیرند. گلهای سفید قرنفل در اثر تابش نور خورشید به رنگ صورتی و قرمز تبدیل می‌شود و به دلیل فاصله زمانی شکوفایی گلها، در یک بوته رنگهای مختلفی قابل مشاهده است.
اصل نام آن کَرَن‌پهول از زبان هندی و به معنای «گل گوش» است که صورت عربی‌شدهٔ آن به شکل قرنفل درآمده‌است. کرن در هندی به معنای گوش و پهول به معنای گل است. زنان اهل هند آن را در سوراخ گوشواره در گوش می‌کردند تا بسته نشود. واژه کرن‌پهول در هندی بعداً به معنای عام گوشواره نیز به‌کار رفت.
در قدما از این گیاه برای خوش بو کردن بوی دهان نیز استفاده میشده است.
یارم هر گاه در سخن می آید
بویی عجبش از دهن می آید
این بوی قرنفل است یا نکهت گل
یا رایحه ای مشک ختن می آید
(بیدل دهلوی-انتشارات الهام-ص ۵۳)

## نگارخانه

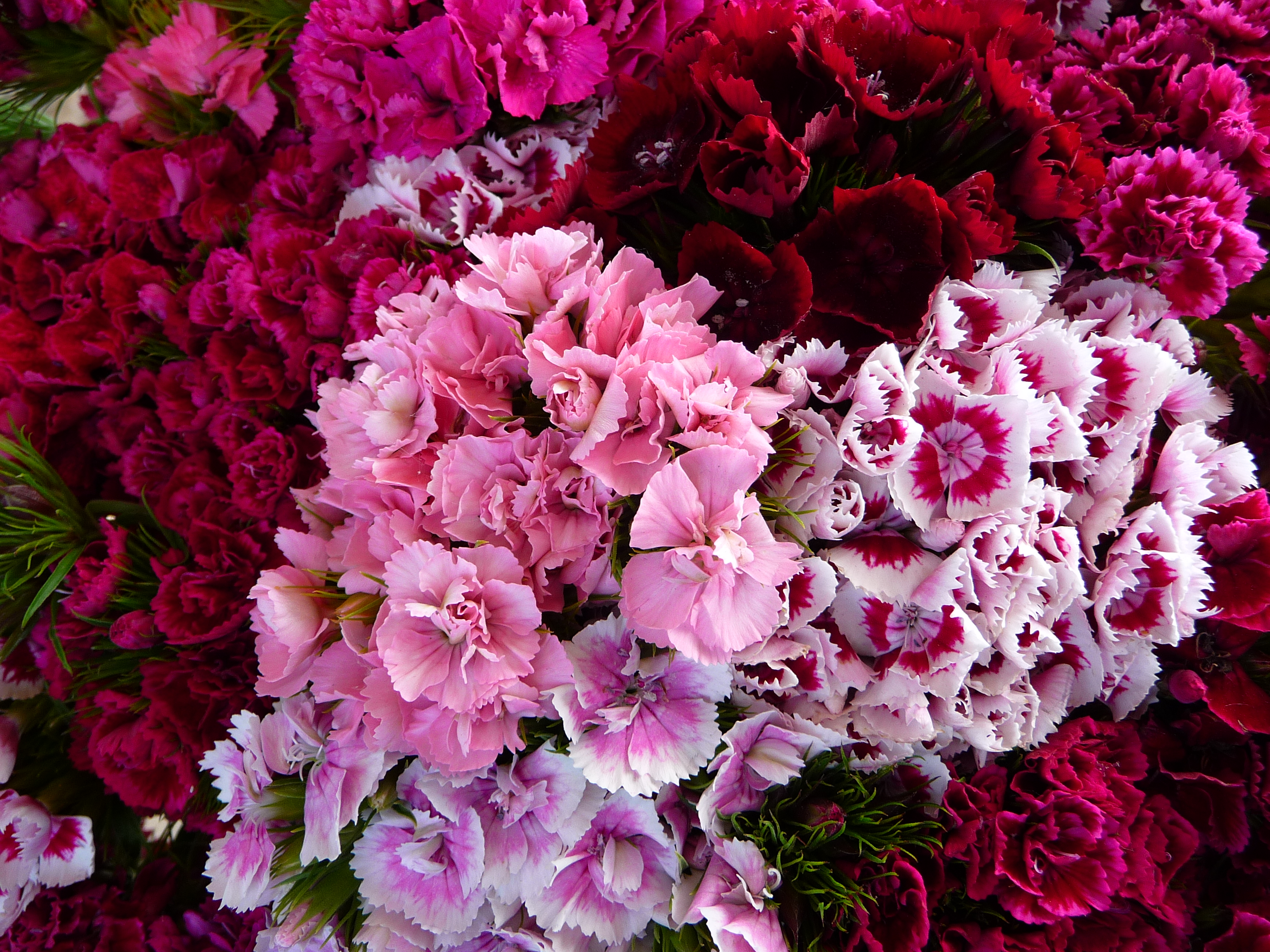
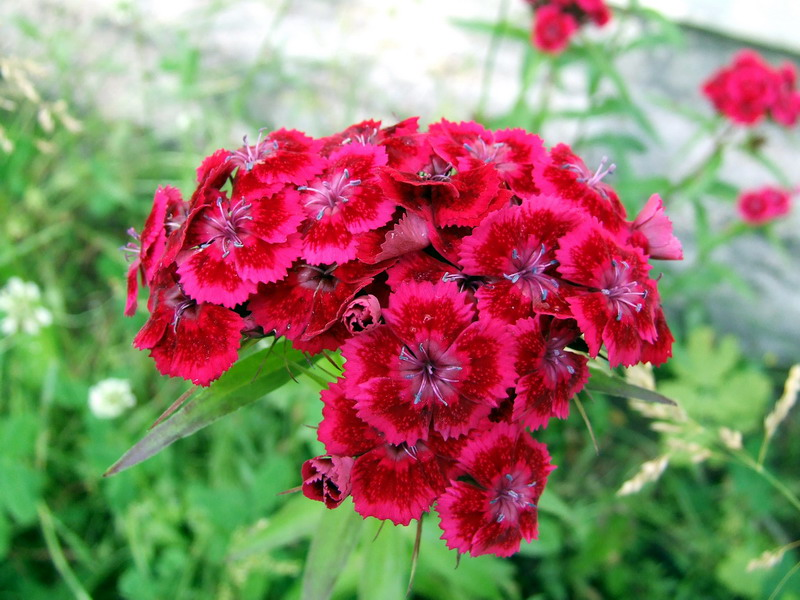
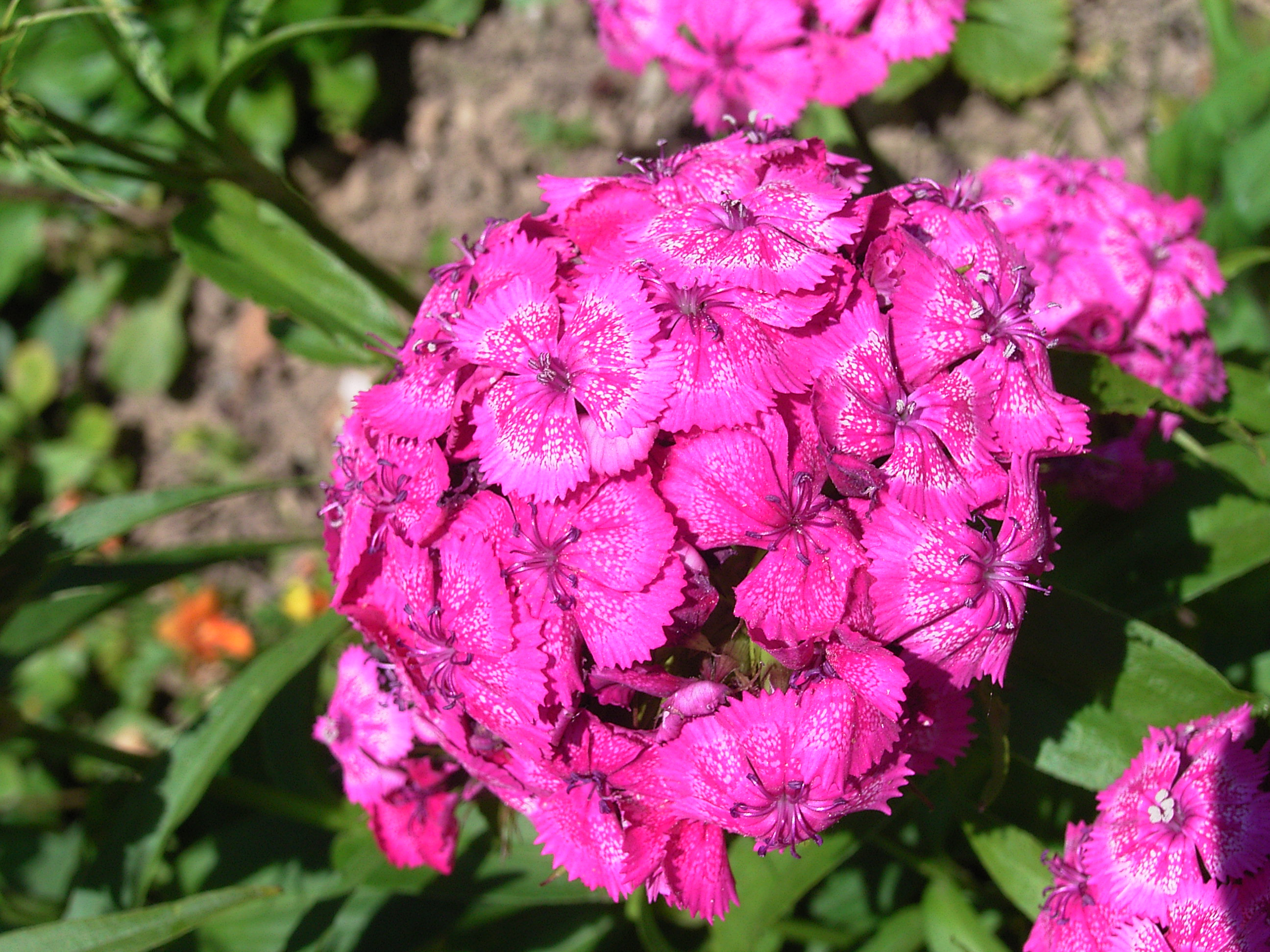
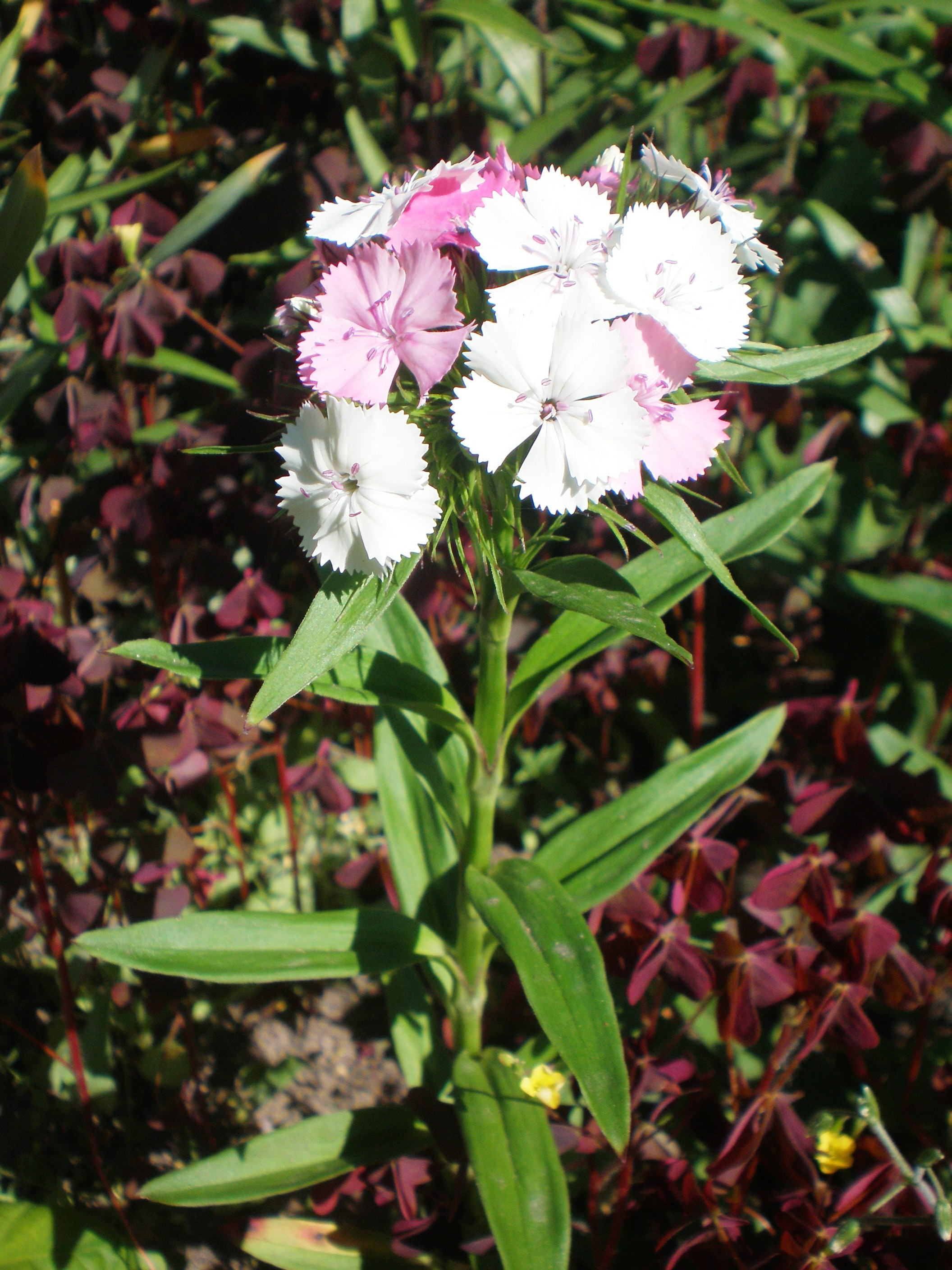
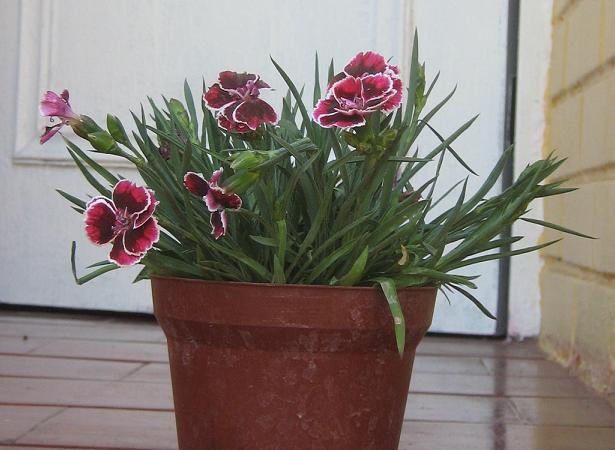
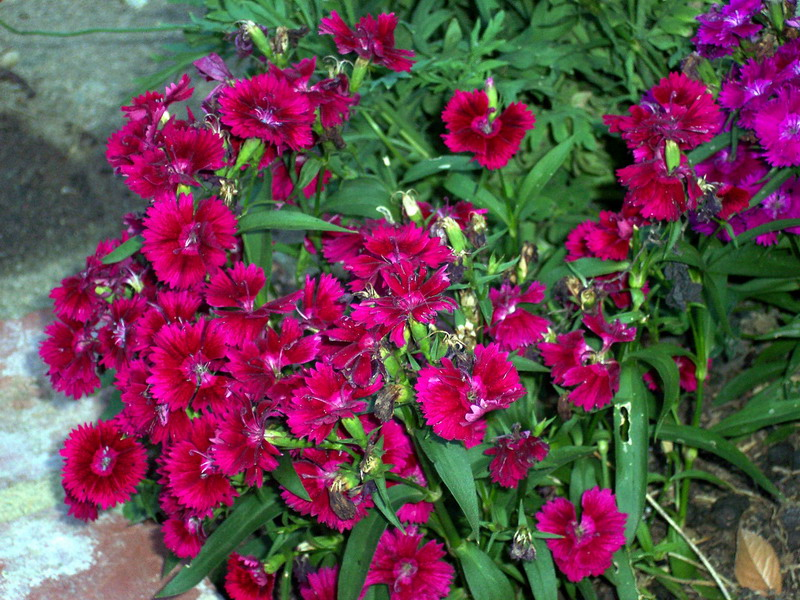
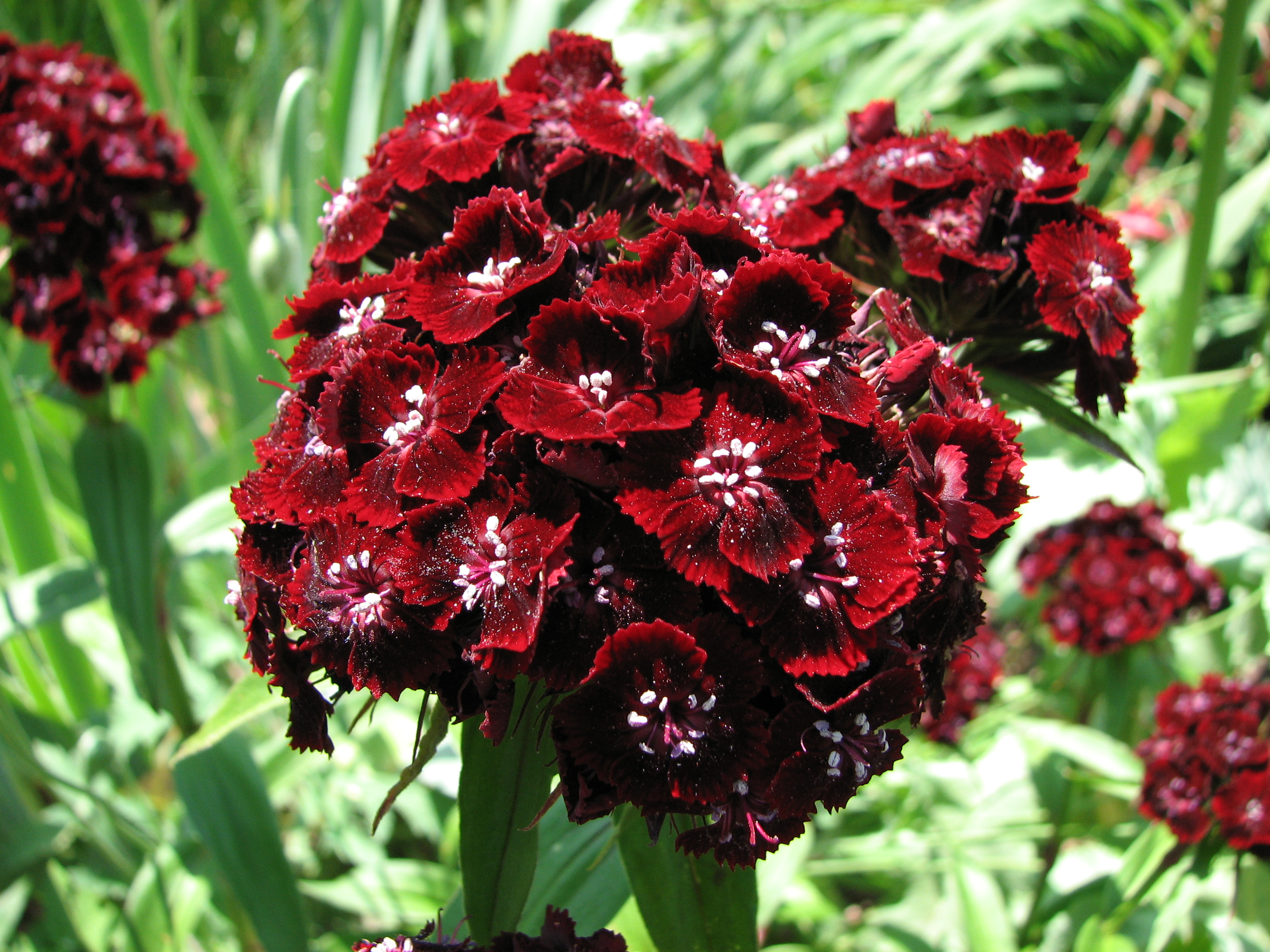
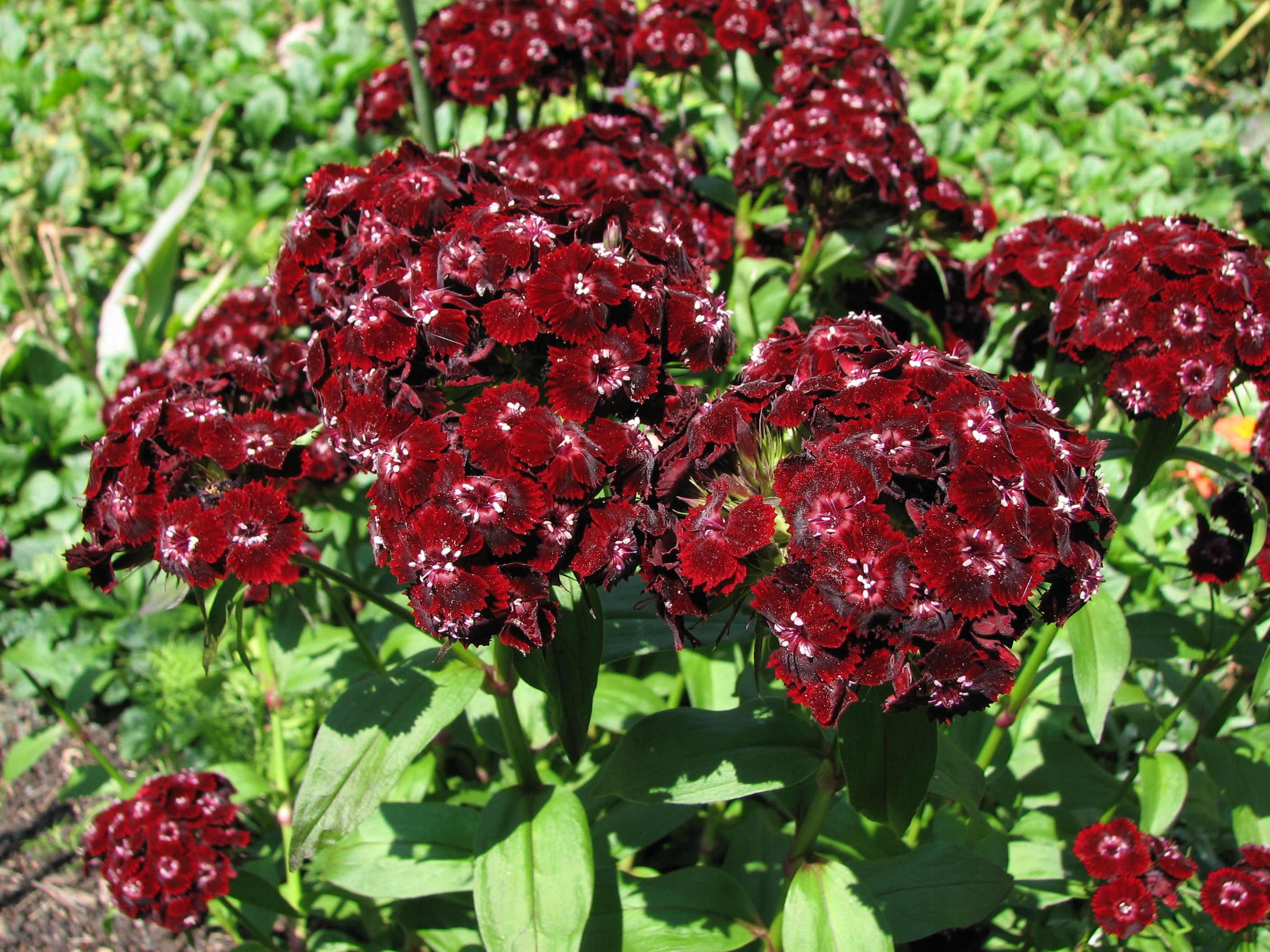
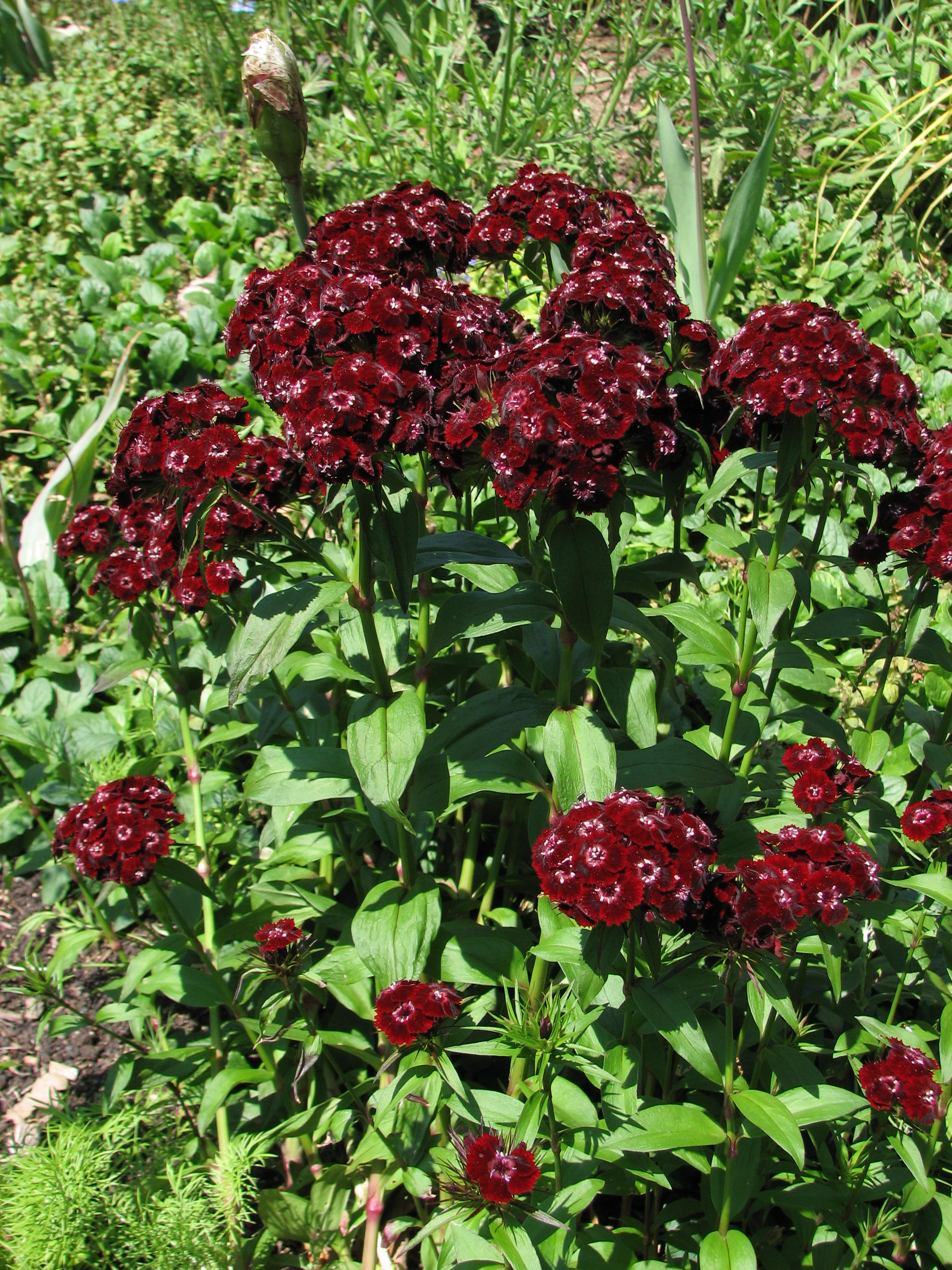
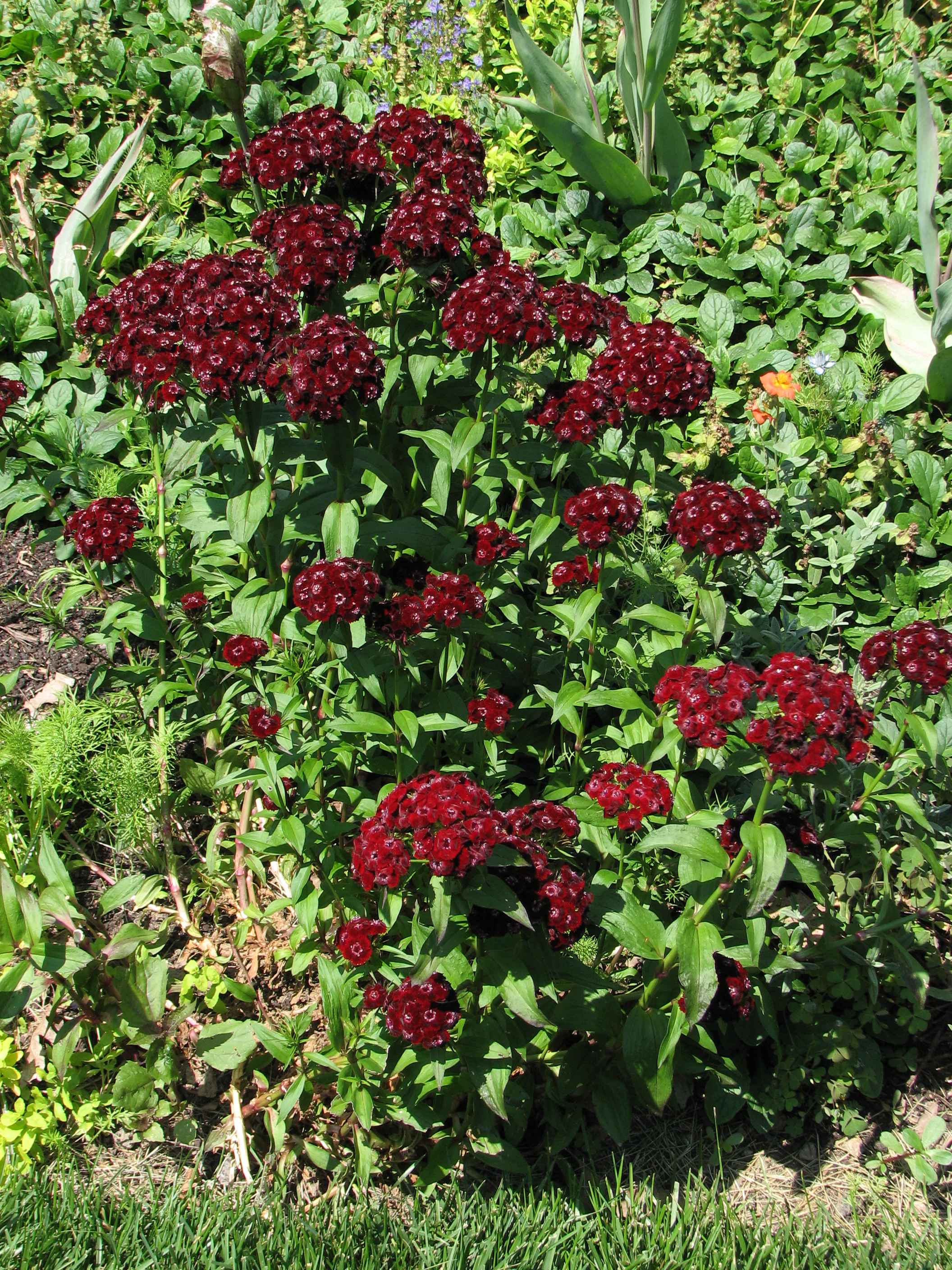
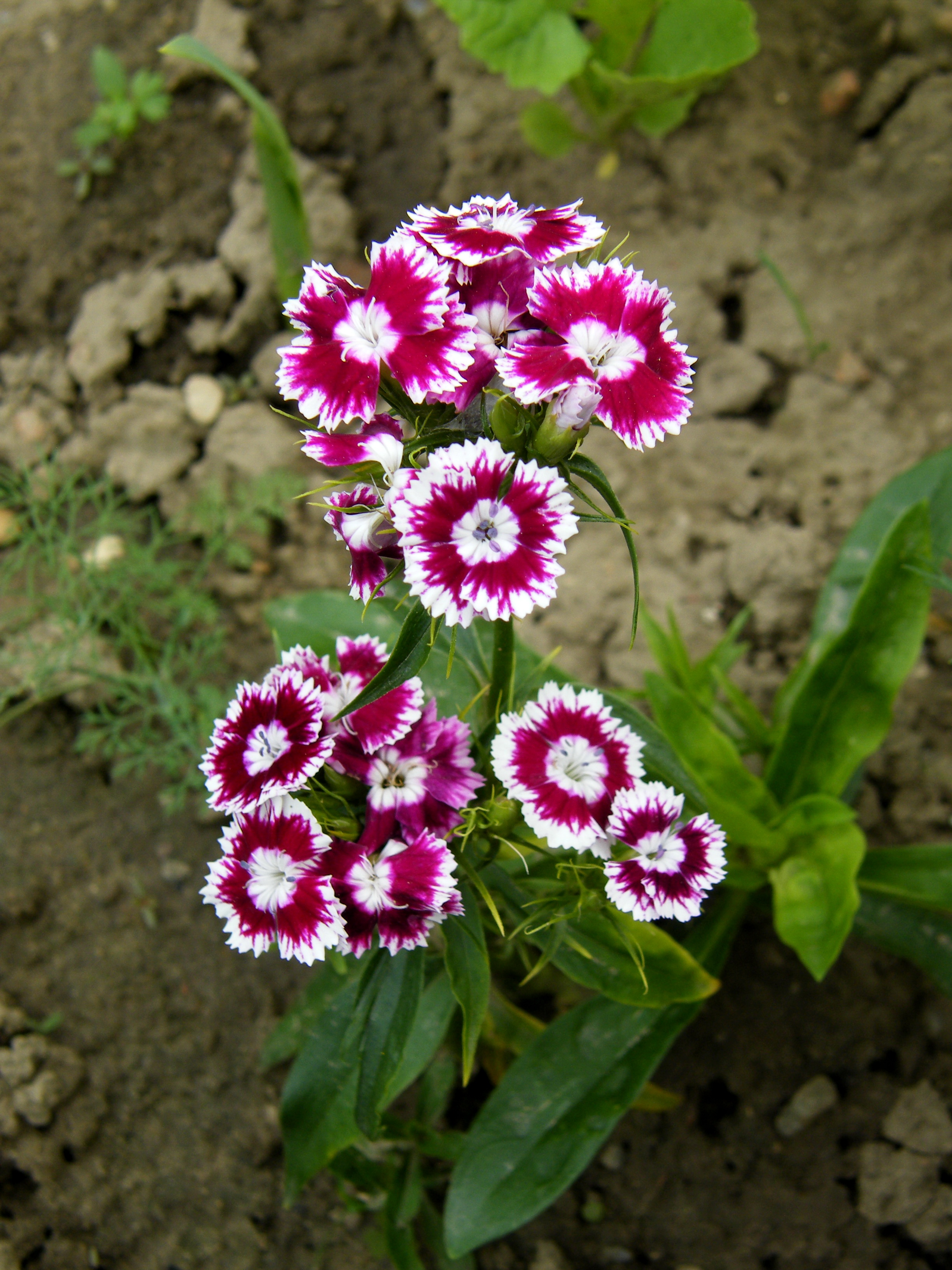